# Tigerair
Tiger Airways Singapore Private Limited, tên giao dịch Tigerair là một hãng hàng không giá rẻ của Singapore hiện đã ngừng hoạt động. Trước đây hãng này hoạt động chủ yếu tại Sân bay quốc tế Singapore Changi. Được hợp nhất tháng 9 năm 2003 ngay sau khi hãng Valuair giải thể, hãng từng là hãng hàng không giá rẻ lớn nhất hoạt động ngoài Singapore tính về lượng hành khách vận chuyển. Năm 2006, hãng này vận chuyển 1,2 triệu khách, tăng 75% so với năm trước.
Hãng này là hãng hàng không đầu tiên hoạt động ở nhà ga hàng không giá rẻ ở Sân bay Changi để giảm chi phí, và cơ cấu chi phí của hãng được theo mô hình của hãng Ryanair. Dù có cạnh tranh trong khu vực, hãng này khẳng định lại ý định gần đây về việc duy trì các chuyến bay trong bán kính 5h bay từ Singapore. Để vượt qua những quy định hạn chế hoạt động trong khu vực, hãng này cố gắng mua lại cổ phần các hãng hàng không trong khu vực để mở rộng thành một hãng liên Á. Kể từ tháng 2 năm 2007, hãng sẽ liên kết với South East Asian Airlines và bắt đầu hoạt động tại Philippines. Kế hoạch bay đến Ấn Độ và Malaysia nằm trong kế hoạch bành trướng của hãng từ năm 2007. Hãng hàng không này có kế hoạch nghiên cứu khả năng Phát hành ra công chúng lần đầu IPO vào cuối năm.
Ngày 16 tháng 5 năm 2016, Tigerair tham gia Value Alliance, liên minh hàng không giá rẻ lớn nhất thế giới.
Đến ngày 18 tháng 5 năm 2016, Singapore Airlines thành lập công ty Budget Aviation Holdings để nắm giữ và điều hành các hãng hàng không giá rẻ của nó là Scoot và Tiger Airways, sau khi đưa Tiger Airways rời khỏi sàn giao dịch Singapore Stock Exchange.
Ngày 25 tháng 7 năm 2017, Tigerair sáp nhập vào Scoot, và hoạt động với tên Scoot kể từ thời điểm này.

## Điểm đến

### Châu Á

#### Trung Quốc
- Quảng Châu (Sân bay quốc tế Bạch Vân Quảng Châu) (khai thác từ 25.4.2006, tần suất 7 chuyến 1 tuần)
- Hải Khẩu (Sân bay quốc tế Mỹ Lan Hải Khẩu) (khai thác từ 26.04.2006, tần suất 7 chuyến 1 tuần)
- Macau (Sân bay quốc tế Macau) (khai thác từ 25.03.2005, tần suất 18 chuyến 1 tuần)
- Thẩm Quyến (Sân bay quốc tế Bảo An Thâm Quyến) (khai thác từ 27.04.2006, tần suất 5 chuyến 1 tuần)
- Hạ Môn (Sân bay quốc tế Cao Khi Hạ Môn) (khai thác từ 28.10.2007, tần suất 4 chuyến 1 tuần)

#### Ấn Độ
- Bengaluru (Sân bay quốc tế HAL Bangalore ) (khai thác từ 01.06.08, tần suất 4 chuyến 1 tuần)
- Chennai (Sân bay quốc tế Chennai) (khai thác từ 28.10.2007, tần suất 7 chuyến 1 tuần)

#### Indonesia
- Padang (Sân bay quốc tế Minangkabau) (khai thác từ 19.05.2005, tần suất 3 chuyến 1 tuần)

#### Malaysia
- Kuala Lumpur (Sân bay quốc tế Kuala Lumpur) (khai thác từ 01.02.2008, tần suất 7 chuyến 1 tuần)

#### Philippines
- Manila (Sân bay quốc tế Diosdado Macapagal ) (khai thác từ 05.04.2005, tần suất 14 chuyến 1 tuần)

#### Singapore
- Singapore (Sân bay quốc tế Changi Singapore) (khai thác từ 15.09.2004, tần suất 114 chuyến 1 tuần) - Trụ sở chính.

Thái Lan
- Bangkok (Sân bay quốc tế Suvarnabhumi) (khai thác từ 15.06.2004, tần suất 14 chuyến 1 tuần)
- Phuket (Sân bay quốc tế Phuket) (khai thác từ 29.09.2004, tần suất 7 chuyến 1 tuần)

Việt Nam
- Hà Nội (Sân bay quốc tế Nội Bài) (khai thác từ 07.04.2005, tần suất 5 chuyến 1 tuần)
- Thành phố Hồ Chí Minh (Sân bay quốc tế Tân Sơn Nhất) (khai thác từ 31.03.2005, tần suất 42 chuyến 1 tuần)[cần dẫn nguồn]